# Суперкуп Шпаније у фудбалу
Суперкуп Шпаније у фудбалу је фудбалско суперкуп такмичење које организује Фудбалски савез Шпаније од 1982. године. У овом такмичењу се састају победник Прве лиге Шпаније и победник Купа Шпаније. Барселона је актуелни освајач Суперкупа.

## Успешност по клубовима
| Клуб                | Победник | Финалиста | Године освајања                                                                                | Године изг. финала                                                           |
| ------------------- | -------- | --------- | ---------------------------------------------------------------------------------------------- | ---------------------------------------------------------------------------- |
| Барселона           | 15       | 12        | 1983, 1991, 1992, 1994, 1996, 2005, 2006, 2009, 2010, 2011, 2013, 2016, 2018, 2022/23, 2024/25 | 1985, 1988, 1990, 1993, 1997, 1998, 1999, 2012, 2015, 2017, 2020/21, 2023/24 |
| Реал Мадрид         | 13       | 7         | 1988, 1989, 1990, 1993, 1997, 2001, 2003, 2008, 2012, 2017, 2019/20, 2021/22, 2023/24          | 1982, 1995, 2007, 2011, 2014, 2022/23, 2024/25                               |
| Атлетик Билбао      | 3        | 3         | 1984, 2015, 2020/21                                                                            | 1983, 2009, 2021/22                                                          |
| Депортиво ла Коруња | 3        | 0         | 1995, 2000, 2002                                                                               |                                                                              |
| Атлетико Мадрид     | 2        | 5         | 1985, 2014                                                                                     | 1991, 1992, 1996, 2013, 2019/20                                              |
| Севиља              | 1        | 3         | 2007                                                                                           | 2010, 2016, 2018                                                             |
| Валенсија           | 1        | 3         | 1999                                                                                           | 2002, 2004, 2008                                                             |
| Сарагоса            | 1        | 2         | 2004                                                                                           | 1994, 2001                                                                   |
| Мајорка             | 1        | 1         | 1998                                                                                           | 2003                                                                         |
| Реал Сосиједад      | 1        | 0         | 1982                                                                                           |                                                                              |
| Еспањол             | 0        | 2         |                                                                                                | 2000, 2006                                                                   |
| Реал Бетис          | 0        | 1         |                                                                                                | 2005                                                                         |